# Кубок України з футболу серед жінок
Кубок України з футболу серед жінок — щорічне змагання для українських жіночих футбольних клубів, що проводиться Всеукраїнською асоціацією жіночого футболу. Розігрується з 1992 року. У 2000, 2017 та сезоні 2022/2023 років кубок України не розігрувався.

## Статистика фіналів за клубами
Володарями Кубку України з футболу серед жінок ставали 9 клубів.
| Місце | Клуб                                             | Переможець | Фіналіст | Остання перемога |
| ----- | ------------------------------------------------ | ---------- | -------- | ---------------- |
| 1     | «Металіст 1925» (Харків) / «Житлобуд-1» (Харків) | 11         | 3        | 2019             |
| 2     | «Ворскла» (Полтава) / «Житлобуд-2» (Харків)      | 5          | 0        | 2025             |
| 3     | «Легенда» (Чернігів)                             | 4          | 14       | 2009             |
| 4     | «Донеччанка» (Донецьк)                           | 4          | 4        | 1999             |
| 5     | «Аліна» (Київ)                                   | 2          | 2        | 1997             |
| 6     | «Арсенал» (Харків) / «Металіст» (Харків)         | 2          | 2        | 2004             |
| 7     | «Динамо» (Київ)                                  | 1          | 1        | 1992             |
| 8     | «Арена» (Київ)                                   | 1          | 1        | 1993             |
| 9     | «Нафтохімік» (Калуш)                             | 1          | 0        | 2012             |
| 10    | «Восход» (Стара Маячка)                          | 0          | 2        | —                |
| 11    | «Кривбас» (Кривий Ріг)                           | 0          | 1        | —                |
| 12    | «Колос» (Ковалівка)                              | 0          | 1        | —                |

## Статистика перемог за містами
Кубок України з футболу серед жінок вигравали команди з 6 міст.
| Місто    | Кількість титулів | Клуби                                                 | Остання перемога  |
| -------- | ----------------- | ----------------------------------------------------- | ----------------- |
| Харків   | 15                | Житлобуд-1 (11), Житлобуд-2 (2), Арсенал/Металіст (2) | Житлобуд-2 (2021) |
| Київ     | 4                 | Аліна (2), Арена (1), Динамо (1)                      | Аліна (1997)      |
| Чернігів | 4                 | Легенда (4)                                           | Легенда (2009)    |
| Донецьк  | 4                 | Донеччанка (4)                                        | Донеччанка (1999) |
| Полтава  | 3                 | Ворскла (3)                                           | Ворскла (2025)    |
| Калуш    | 1                 | Нафтохімік (1)                                        | Нафтохімік (2012) |

## Фінали
| Сезон     | Дата, місце проведення, кількість глядачів                                | Переможець                  | Рахунок                   | Фіналіст                  |
| --------- | ------------------------------------------------------------------------- | --------------------------- | ------------------------- | ------------------------- |
| 1992      | 10 жовтня 1992 Фастів, «Машинобудівник» Глядачів: 1000                    | Динамо (Київ)               | 1 : 0 (0 : 0) Протокол    | Арена-Господар (Фастів)   |
| 1992      | 17 жовтня 1992 Київ, «Динамо» Глядачів: 2000                              | Динамо (Київ)               | 0 : 0 (0 : 0) Протокол    | Арена-Господар (Фастів)   |
| 1993      | 11 серпня 1993 Київ, «Динамо» Глядачів: 1000                              | Арена (Київ)                | 4 : 1 (3 : 0) Протокол    | Динамо (Київ)             |
| 1994      | 22 жовтня 1994 Київ, Республіканський стадіон Глядачів: 1000              | Донецьк                     | 1 : 1 (1 : 0) 5 : 4 (пп)  | Аліна (Київ)              |
| 1995      | 13 жовтня 1995 Київ, Верхнє поле Республіканського стадіону Глядачів: 300 | Аліна (Київ)                | 2 : 1 (0 : 1)             | Донецьк-Рось (Донецьк)    |
| 1996      | 12 жовтня 1996 Київ, НСК «Олімпійський» Глядачів: 500                     | Варна (Донецьк)             | 7 : 1 (4 : 1)             | Аліна (Київ)              |
| 1997      | 23 жовтня 1997 Київ, ЦСКА Глядачів: 300                                   | Аліна (Київ)                | 1 : 0 (0 : 0) Протокол    | Донеччанка (Донецьк)      |
| 1998      | 3 жовтня 1998 Київ, ЦСКА Глядачів: 200                                    | Донеччанка (Донецьк)        | 1 : 1 (3 : 2 п.п.)        | Легенда (Чернігів)        |
| 1999      | 3 жовтня 1999 Київ, ЦСКА Глядачів: 1000                                   | Донеччанка (Донецьк)        | 3 : 2 (2 : 1)             | Легенда-Чексіл (Чернігів) |
| 2000      | Кубок не розігрувався                                                     | Кубок не розігрувався       | Кубок не розігрувався     | Кубок не розігрувався     |
| 2001      | 18 листопада 2001 Київ, Верхнє поле НСК «Олімпійський» Глядачів: 100      | Легенда-Чексіл (Чернігів)   | 4 : 1 (2 : 1)             | Донеччанка (Донецьк)      |
| 2002      | 30 жовтня 2002 Київ, ЦСКА Глядачів: 300                                   | Легенда (Чернігів)          | 7 : 4 дч (2 : 2, 4 : 4)   | Харків                    |
| 2003      | 31 серпня 2003 Київ, ЦСКА Глядачів: 200                                   | Харків-Кондиціонер (Харків) | 2 : 1 (1 : 0)             | Легенда (Чернігів)        |
| 2004      | 22 жовтня 2004 Київ, ЦСКА Глядачів: 300                                   | Металіст (Харків)           | 3 : 1 (1 : 0) Протокол    | Легенда (Чернігів)        |
| 2005      | 16 листопада 2005 Київ, НТК імені Баннікова Глядачів: 400                 | Легенда (Чернігів)          | 1 : 1 (1 : 0) 3 : 2 (пп)  | Арсенал (Харків)          |
| 2006      | 24 листопада 2006 Київ, НТК імені Баннікова Глядачів: 300                 | Житлобуд-1 (Харків)         | 2 : 0 (1 : 0) Протокол    | Легенда (Чернігів)        |
| 2007      | 10 листопада 2007 Київ, НТК імені Баннікова Глядачів: 300                 | Житлобуд-1 (Харків)         | 5 : 4 (2 : 3) Звіт        | Легенда (Чернігів)        |
| 2008      | 6 грудня 2008 Київ, НТК імені Баннікова Глядачів: 200                     | Житлобуд-1 (Харків)         | 2 : 1 (1 : 0) Звіт        | Легенда (Чернігів)        |
| 2009      | 15 липня 2009 Київ, НТК імені Баннікова Глядачів: 500                     | Легенда-ШВСМ (Чернігів)     | 1 : 0 (0 : 0) Звіт        | Житлобуд-1 (Харків)       |
| 2010      | 28 липня 2010 Суми, «Ювілейний» Глядачів: 1600                            | Житлобуд-1 (Харків)         | 3 : 2 (2 : 1) Протокол    | Легенда-ШВСМ (Чернігів)   |
| 2011      | 23 липня 2011 Київ, НТК імені Баннікова Глядачів: 1100                    | Житлобуд-1 (Харків)         | 1 : 1 4 : 3 (пп) Протокол | Легенда-ШВСМ (Чернігів)   |
| 2012      | 29 вересня 2012 Київ, НТК імені Баннікова Глядачів: 780                   | Нафтохімік (Калуш)          | 7 : 0 (5 : 0) Звіт        | Донеччанка-ЦПОР (Донецьк) |
| 2013      | 24 жовтня 2013 Київ, НТК імені Баннікова Глядачів: 300                    | Житлобуд-1 (Харків)         | 3 : 0 (0 : 0) Протокол    | Легенда-ШВСМ (Чернігів)   |
| 2014      | 5 листопада 2014 Київ, НТК імені Баннікова Глядачів: 250                  | Житлобуд-1 (Харків)         | 4 : 2 (3 : 2) Звіт        | Легенда-ШВСМ (Чернігів)   |
| 2015      | 20 серпня 2015 Київ, НТК імені Баннікова Глядачів: 150                    | Житлобуд-1 (Харків)         | 4 : 0 (0 : 0) Протокол    | Легенда-ШВСМ (Чернігів)   |
| 2016      | 8 жовтня 2016 Тернопіль, Міський стадіон Глядачів: 860                    | Житлобуд-1 (Харків)         | 4 : 1 (1 : 0) Звіт        | Легенда-ШВСМ (Чернігів)   |
| 2017      | Кубок не розігрувався                                                     | Кубок не розігрувався       | Кубок не розігрувався     | Кубок не розігрувався     |
| 2017/2018 | 2 червня 2018 Тернопіль, Міський стадіон Глядачів: 1560                   | Житлобуд-1 (Харків)         | 8 : 0 (4 : 0) Звіт        | Легенда-ШВСМ (Чернігів)   |
| 2018/2019 | 8 червня 2019 Львів, «Скіф» Глядачів: 600                                 | Житлобуд-1 (Харків)         | 2 : 0 (2 : 0) Звіт        | Восход (Стара Маячка)     |
| 2019/2020 | 30 вересня 2020 Харків, «Сонячний» Глядачів: 0                            | Житлобуд-2 (Харків)         | 1 : 0 (1 : 0) Звіт        | Восход (Стара Маячка)     |
| 2020/2021 | 5 червня 2021 Київ, НТК імені Віктора Баннікова Глядачів: 350             | Житлобуд-2 (Харків)         | 1 : 0 (0 : 0)             | Житлобуд-1 (Харків)       |
| 2021/2022 | 2 грудня 2022 Київська область, «Лівий берег» Глядачів: 0                 | Ворскла (Полтава)           | 2 : 0 (2 : 0)             | Колос (Ковалівка)         |
| 2022/2023 | Кубок не розігрувався                                                     | Кубок не розігрувався       | Кубок не розігрувався     | Кубок не розігрувався     |
| 2023/2024 | 25 листопада 2023 Львів, «Скіф» Глядачів: 0                               | Ворскла (Полтава)           | 2 : 0 (1 : 0)             | Кривбас (Кривий Ріг)      |
| 2024/2025 | 10 червня 2025 Рівне, «Авангард» Глядачів: 600                            | Ворскла (Полтава)           | 1 : 0                     | «Металіст 1925»           |

## Найрезультативніші матчі
- 28 серпня 2023, 1/8 фіналу: «Атекс» (Київ) — «Ворскла» (Полтава) 0:30[5]
- 22 жовтня 2019, 1/8 фіналу: «Луганочка» (Луганськ) — «Пантери» (Умань) 1:29[6]

## Найкращі бомбардирки
Станом на 13 серпня 2024 року 
Жирним виділено футболісток, які продовжують виступати.
| № | Футболістка       | Голи |
| - | ----------------- | ---- |
| 1 | Ганна Мозольська  | 33   |
| 2 | Ольга Овдійчук    | 31   |
| 3 | Світлана Фрішко   | 27   |
| 4 | Галина Михайленко | 26   |
| 5 | Таісія Нестеренко | 22   |